# 北海道道843号宿野辺保養基地線
北海道道843号宿野辺保養基地線（ほっかいどうどう843ごう しゅくのべほようきちせん）は、北海道茅部郡森町内を結ぶ一般道道（北海道道）である。

## 概要

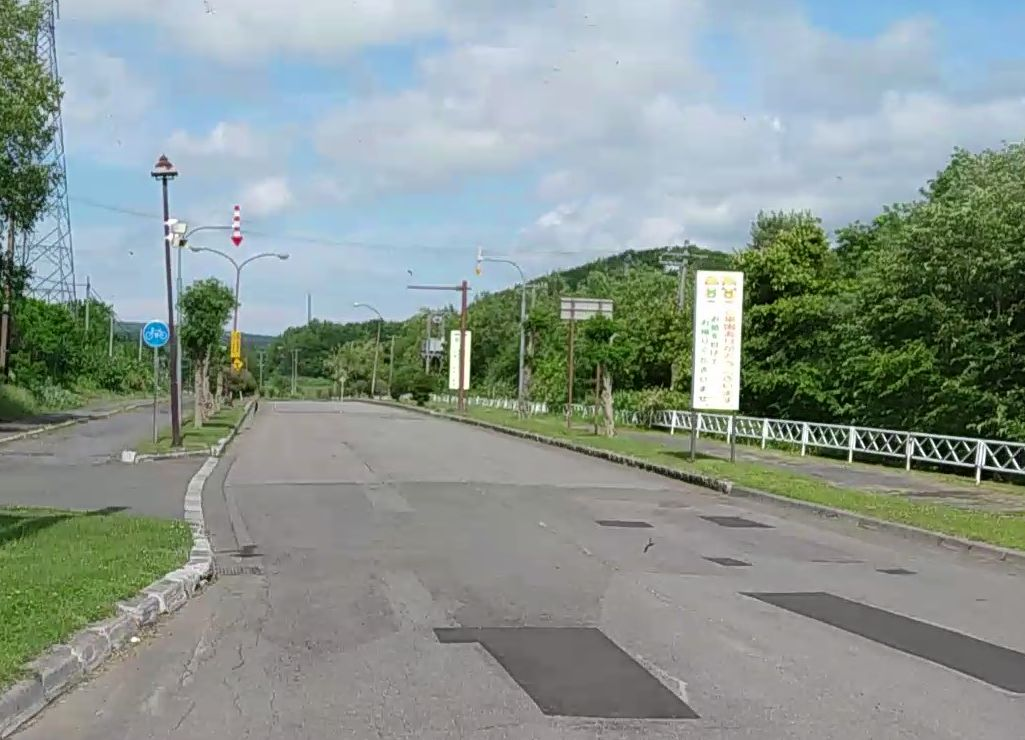
北海道道843号宿野辺保養基地線・起点（グリーンピア大沼側から）

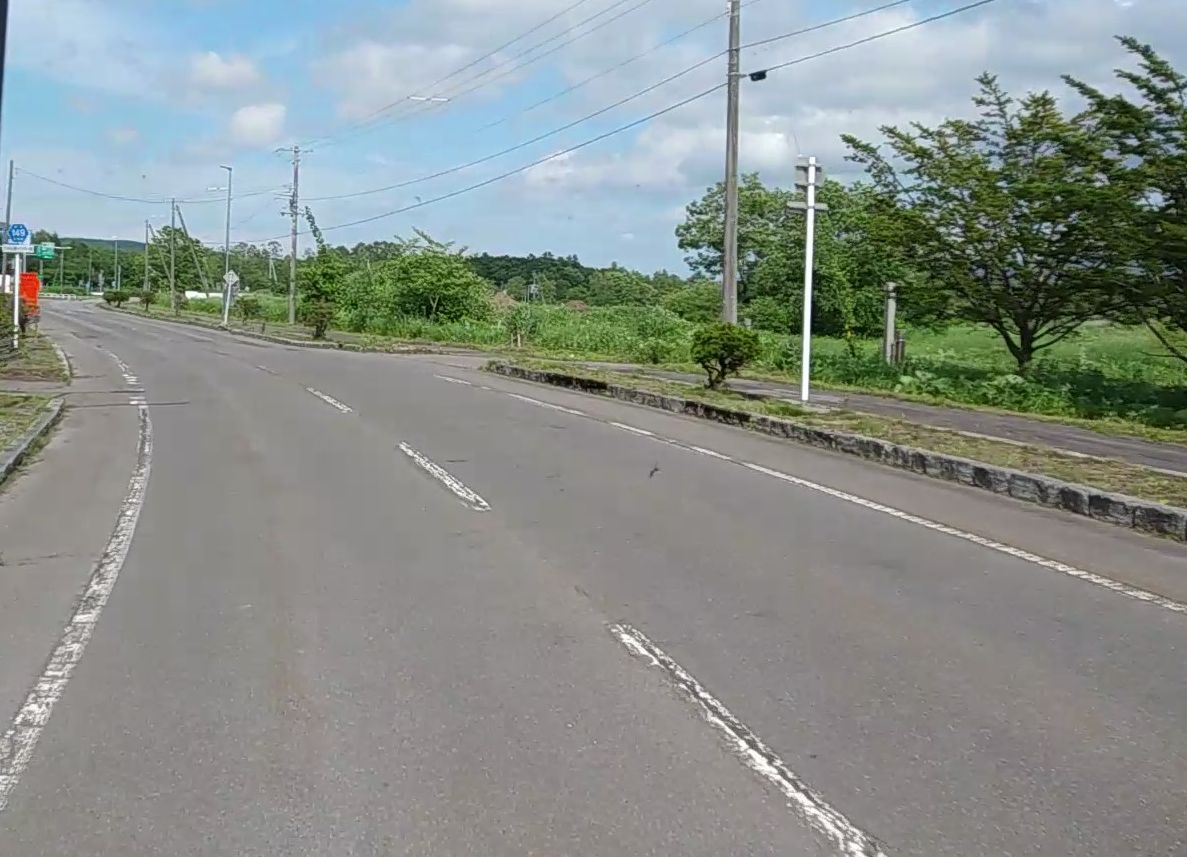
北海道道843号宿野辺保養基地線・終点及び北海道道149号大沼公園インター線・終点（起点（グリーンピア大沼）側から）

### 路線データ
- 起点：北海道茅部郡森町赤井川
- 終点：北海道茅部郡森町赤井川（道央自動車道 大沼公園IC・北海道道149号大沼公園インター線交点）
- 総延長：1.102 km
- 実延長：1.102 km
- 重用延長：0 km

### 道路管理者
- 渡島総合振興局 函館建設管理部 八雲出張所

## 歴史
- 1975年（昭和50年）3月31日 - 路線認定[1]。
- 1994年（平成6年）4月1日 - 同日認定の北海道道1112号大沼インター線[2]（現北海道道149号大沼公園インター線）に一部区間を変更したため終点の位置を変更[3]。

## 地理

### 通過する自治体
- 渡島総合振興局
  - 茅部郡森町

### 交差する道路
森町
- 道央自動車道 大沼公園IC - 赤井川（終点）
- 北海道道149号大沼公園インター線 - 赤井川（終点）

### 沿線にある施設など
森町
- グリーンピア大沼